# 臺灣警備總司令部
臺灣警備總司令部，簡稱臺灣警備總部、警備總部、警總，是臺灣曾設置的公共安全維護機關，隸屬於中華民國國防部，為中華民國國軍的一部分，在臺灣進入中華民國時期時便已成立。其權責職司戒嚴地區衛戍、保安、後備軍事動員、文化審核檢查、入出境管制、郵件電報檢查、電話通訊監查定位監聽等任務，因任務兼具治安（包括出入境管理）、民事防護、軍事動員及情報治安色彩，在臺灣戒嚴時期是當時八大情治系統之一（法務部調查局、國防部情報局、國防部憲兵司令部調查組、臺灣警備總司令部、國防部總政治作戰部、中國國民黨大陸工作會、內政部警政署、國家安全局）。1992年，警總改制並分為軍管區司令部與海岸巡防司令部，成為現今全民防衛動員署後備指揮部與海洋委員會海巡署之前身。

## 沿革

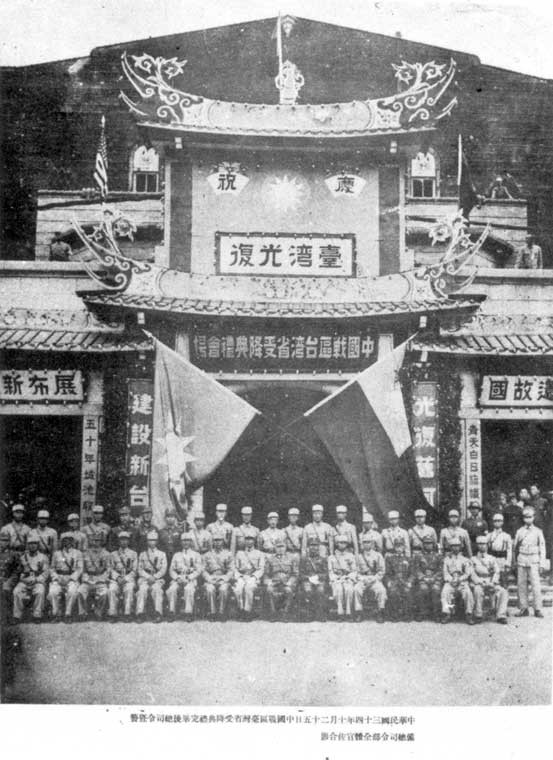
1945年10月25日，中國戰區臺灣省受降典禮後，臺灣省警備總司令部全體官兵合影

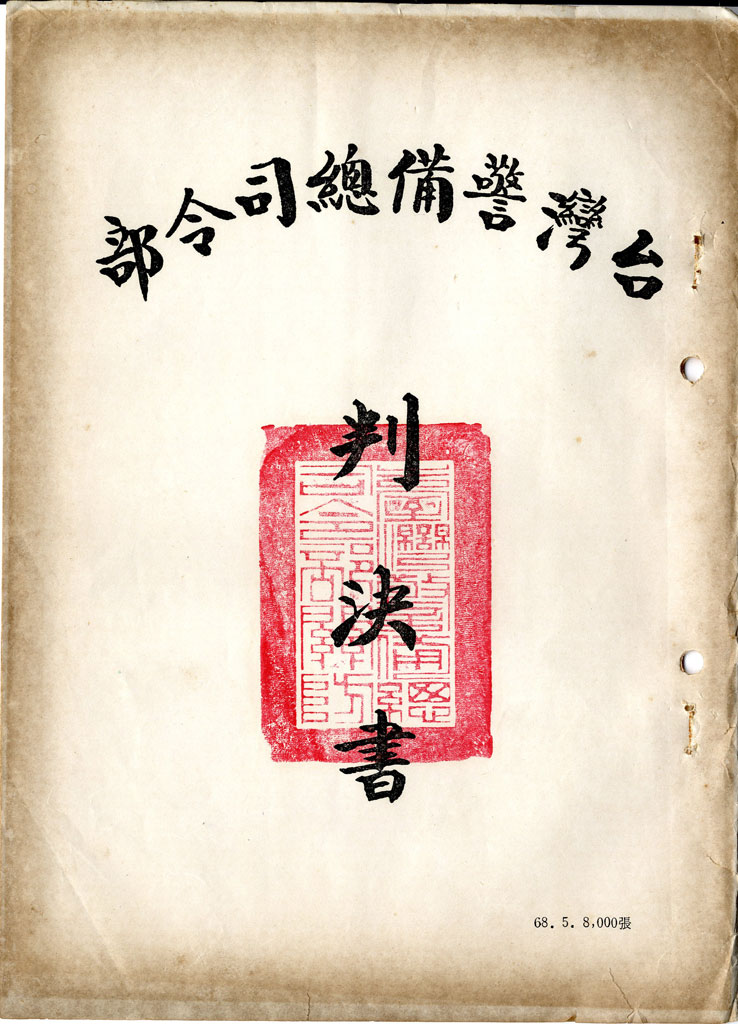
臺灣警備總司令部判決書封面

中華民國在實施緊急狀態或戒嚴的地區設置警備機關，為中華民國國軍的一個分支。歷來的警備機關之名稱不一，或稱戒嚴司令部、保安司令部、衛戍司令部等，任務龐雜，但皆「支前安後」。國共內戰時，中華民國政府將全國分為若干綏靖區，設立剿匪總司令部與警備司令部。依據《戒嚴法》第二條：

戒嚴地域分為二種：
一、警戒地域：指戰爭或叛亂發生時受戰爭影響應警戒之地區。
二、接戰地域：指作戰時攻守之地域。
警戒地域或接戰地域，應於時機必要時，區劃佈告之。
戒嚴地區之任務由當地部隊（剿匪總司令部、軍政長官公署、綏靖公署等，常以剿總為最高單位）劃分警戒區與接戰區（綏靖區，中華民國政府遷台後改稱「作戰區」），並由警備部隊於警戒區實施軍事管制。但警備單位之設立因係為臨時性軍事任務編組，無明確法源，僅依賴軍事命令設立；因此解除《臺灣省戒嚴令》及廢除《動員戡亂時期臨時條款》後，警備總部成為黑機關，後來繼承之「軍管部暨海岸巡防司令部」也成為黑機關，直到海巡三法及相關法令通過後才解決。典型情況下，一個警備司令部下管若干警備區，警備區下會依行政區劃分而設立數個警備分區。
作為戰區警戒地之臺灣，亦設有「臺灣省警備總司令部」，最早為接受日本投降而設立於重慶。1945年9月，臺灣省警備總司令部於重慶市成立，任務是負責遣返日本在台戰俘、接收台灣與維持台灣治安，首任總司令為陳儀。這是警總的最早前身。1947年，更名為臺灣全省警備總司令部，由彭孟緝中將出任總司令，正式於臺北市辦公。第一號命令是《臺灣省戒嚴令》。
臺灣警備總司令部將臺灣全境分為5個戒嚴區：
- 臺北市戒嚴區：以臺灣省警備旅司令部旅長任世桂少將兼任戒嚴司令。
- 北部戒嚴區：包括臺北縣、新竹縣和基隆市、新竹市，以陸軍第六軍軍長戴樸兼任戒嚴司令。
- 中南部戒嚴區：包括臺中、臺南、高雄和彰化市、嘉義市、屏東市，以陸軍第八十軍軍長唐守治中將兼任戒嚴司令。
- 東部戒嚴區：包括花蓮縣、臺東縣，以憲兵教導第一團團長歐廷昌兼任戒嚴司令。
- 澎湖戒嚴區：包括澎湖群島全部，以陸軍馬公要塞司令部司令李振清中將兼任戒嚴司令。

中央政府在1949年退守臺灣後，當時由數個軍事單位（臺灣防衛總司令部、臺北衛戍總司令部、臺灣省保安司令部、臺灣省民防司令部）負責臺灣內部安全，因各單位事權重疊、功能矛盾，為統一事權，當時中央政府高層乃將幾個單位在業務、人員進行合併，成立「臺灣省警備總司令部」兼「臺灣軍管區司令部」。1949年初，臺灣全省警備總司令部改為臺灣省警備總司令部，由陳誠任總司令，彭孟緝為副總司令。5月20日，臺灣省警備總司令部宣布全省戒嚴:8922。1949年9月1日，臺灣省警備總司令部奉令裁撤，分別成立東南軍政長官公署及臺灣省保安司令部，任命彭孟緝為保安司令。
1950年12月23日，臺灣省保安司令部為加強社會秩序管制，訂定《臺灣省取締流浪兒童暫行辦法》，以台北市為試驗區，由臺北市警察局及憲兵第四團會同辦理。
1958年5月，臺灣防衛總司令部、臺灣省保安司令部、臺灣省民防司令部及臺北衛戍司令部合併編成「臺灣警備總司令部」，以原臺北衛戍司令黃鎮球上將為臺灣警備總司令；陸軍總司令部戒嚴業務移交警備總部。8月，任黃鎮球為總統府參軍長，黃杰上將接任臺灣警備總司令。:91
1964年7月1日，國防部調整後備軍人動員體制，裁撤國防部動員局，成立臺灣軍管區司令部；臺灣軍管區司令由臺灣警備總司令兼任，高司機關雙全銜為「臺灣警備總司令部、臺灣軍管區司令部」。
1977年，國防部實施「靖安一號」專案，憲兵司令部納編原警備總部北、中、南三個警備營為憲兵第239、240、241營。
1991年，動員戡亂時期終止，時任國防部部長陳履安反對時任臺灣警備總司令周仲南上將之提議，周仲南提議將警總改制為參考以色列編制的「安全防衛司令部」。國防部藉周仲南出國考察之際，在1992年8月1日發佈命令，將警總改制為海岸巡防司令部（簡稱「海巡部」），全銜為「台灣軍管區司令部暨海岸巡防司令部」。1992年，全銜刪除「台灣」兩字。
2000年，海巡部將部分業務移至新成立之行政院海岸巡防署，全銜改為「軍管區司令部」，之後又經過多次改制，成為今日之國防部後備指揮部。以歷史沿革而言，後備指揮部繼承警總之歷史，海巡署則被視為新司法警察單位。

## 歷任（總）司令
| 歷任                               | 任期時間                     | 姓名                     | 籍貫                     | 備註 |
| 臺灣（全）省警備總司令部           | 臺灣（全）省警備總司令部     | 臺灣（全）省警備總司令部 | 臺灣（全）省警備總司令部 | 臺灣（全）省警備總司令部 |
| ---------------------------------- | ---------------------------- | ------------------------ | ------------------------ | --- |
| 第一任                             | 1945年9月1日—1947年5月9日    | 陳儀                     | 浙江紹興                 | 臺灣行政長官兼任。 1947年2月28日，發生二二八事件。 |
| 第二任                             | 1947年5月10日—1949年1月4日   | 彭孟緝                   | 湖北武昌                 | 1947年春季，全銜改為「臺灣全省警備司令部」。 |
| 第三任                             | 1949年1月5日—1949年8月31日   | 陳誠                     | 浙江處州                 | 1949年，全銜改為「臺灣省警備總司令部」。 1949年4月6日，發生台大與師範學院四六學潮。 1949年5月19日，發生基隆中學事件。 1949年7月13日，發生澎湖七一三事件。 1949年8月，「臺灣省警備總司令部」裁撤。分割重組成「東南軍政長官公署」及「臺灣省保安司令部」。                                                                                         |
| 臺灣省保安司令部                   |                              |                          |                          | |
| 第一任                             | 1949年9月1日—1949年12月20日  | 彭孟緝                   | 湖北武昌                 | |
| 第二任                             | 1949年12月21日—1953年4月15日 | 吳國楨                   | 湖北建始                 | 臺灣省政府主席兼任。 1952年12月29日，發生鹿窟事件。 |
| 第三任                             | 1953年4月16日—1954年6月6日   | 俞鴻鈞                   | 廣東新會                 | 臺灣省政府主席兼任。 1954年，發生吳麗水案（台南市委會郵電支部案）。 |
| 第四任                             | 1954年6月7日—1957年8月15日   | 嚴家淦                   | 江蘇吳縣                 | 臺灣省政府主席兼任。 1954年，發生郭廷亮匪諜案（孫立人兵變案）。 |
| 第五任                             | 1957年8月16日—1958年5月14日  | 周至柔                   | 浙江臨海                 | 臺灣省政府主席兼任。 |
| 臺灣警備總司令部                   |                              |                          |                          | |
| 第一任                             | 1958年5月15日—1958年8月14日  | 黃鎮球                   | 廣東梅縣                 | 1958年7月，臺灣防衛總司令部、臺灣省保安司令部、臺灣省民防司令部及臺北衛戍司令部併編成立「臺灣警備總司令部」。 |
| 第二任                             | 1958年8月15日—1962年11月30日 | 黃杰                     | 湖南長沙                 | 黃埔一期，1949年曾率軍轉戰西南進入越南，被法國殖民地政府囚居富國島4年，堅貞不屈、一心返臺故有『海上蘇武』之稱，以鐵腕樹立警總威望，使警總成為國內最具實權機構。 1960年9月1日，發生雷震事件。 |
| 第三任                             | 1962年12月1日—1964年6月30日  | 陳大慶                   | 江西崇義                 | 陳大慶在1957年國家安全局副局長任內（當年警總比國安局更具實權，國安局當年有將無兵、警總在蔣中正支持下，掌握國內情報治安實權），臺北天母發生「524」劉自然事件，因調派軍隊保護美僑，防止反美群眾殺害美僑有功，任內建立警總完整組織架構、情報佈建方式、任務職掌分工，使臺灣在1960年代在安全上成為固若金湯、密不透風的銅牆鐵壁，讓警總權力達到巔峰。 |
| 臺灣警備總司令部兼臺灣軍管區司令部 |                              |                          |                          | |
| 第一任                             | 1964年7月1日—1967年6月30日   | 陳大慶                   | 江西崇義                 | 1964年7月1日，新編成立「臺灣軍管區司令部」。 |
| 第二任                             | 1967年7月1日—1970年6月30日   | 劉玉章                   | 陝西興平                 | 黃埔四期名將。大陸時間率軍在湖南與共軍血戰七天、亦曾征戰南北，綽號：劉光頭，劉玉章戰功彪炳，評價多為耿直、誠實。任內發生「陳玉璽案」、「柏楊案」、「彭明敏潛逃事件」、「民主台灣聯盟案」、「泰源事件」...等。因政戰勢力與科員勢力高漲使內部文化發生變化，已無法充分主控警總。                                                                   |
| 第三任                             | 1970年7月1日—1975年4月6日    | 尹俊                     | 湖南邵陽                 | 黃埔七期，在1949年12月金門古寧頭戰役中，率國軍與共軍拼刺刀血戰三天的國軍英雄，任內承平無事。 |
| 第四任                             | 1975年4月7日—1978年5月31日   | 鄭為元                   | 安徽合肥                 | 1977年11月19日，發生中壢事件。 |
| 第五任                             | 1978年6月1日—1981年11月30日  | 汪敬煦                   | 浙江杭州                 | 中央軍校十六期，任內政治事件多秋。 1979年12月10日，發生美麗島事件。 1980年2月28日，發生林宅血案。 1981年7月3日，發生陳文成事件。 |
| 第六任                             | 1981年12月1日—1989年12月4日  | 陳守山                   | 福建南安                 | 首位臺籍（半山）總司令。 1982年，發生二二八受刑人案。 1987年，發生岩灣絕食事件、綠島監獄事件。 1989年，發生鄭南榕自由時代周刊案。 |
| 第七任                             | 1989年12月5日—1992年8月1日   | 周仲南                   | 江蘇鹽城                 | 1990年7月21日，發生907事件（闽平渔5540号事件）。 1991年7月21日，發生闽狮渔事件。 1991年11月16日，發生郭廷亮命案。 |
| 後備司令部                         |                              |                          |                          | |

## 軍旗、臂章、軍歌

### 軍旗

臺灣警備總司令部旗
軍管區司令部旗
海岸巡防司令部旗
行政院海岸巡防署旗 （非軍事單位）
國防部後備司令部旗 國防部後備指揮部旗 國防部全民防衛動員署後備指揮部旗

### 臂章
|  | 警總的官兵臂章：三環分別代表「警備、治安、動員」，三個環節互扣，相輔相成，共同發揮整體力量，以確保警總任務順利進行。                                                                                     |
|  | 海岸巡防司令部的官兵臂章：中間為龍形徽紋（而非麒麟）。此龍實名為「應龍」，根據《廣雅》記載：「有鱗曰蛟龍，有翼曰應龍，有角曰虯龍，無角曰璃龍。」而應龍是上古時代幫助軒轅黃帝擊敗蚩尤的一頭黃金雙翼神龍。 |
|  | 海洋委員會海巡署的制服臂章。可以看到代表警察的鴿子、海關的天秤與海巡部的應龍。 |
|  | 後備司令部和後備旅臂章。上方為篆體的「後備」二字。 |

### 軍歌
〈警備之歌〉

我們是警備鬥士，我們是反共中堅，
治安、民防、動員、警備任務要完成。
敬袍澤，愛百姓，負責任，同敵愾，
鞏固復國基地，支援戰鬥前線；
思同心，行協力，志互勵，學相勉，
鞏固復國基地，支援戰鬥前線。

## 組織架構

### 業務單位
- 警備處：中央政府衛戍安全（由2組主管）、各縣市警備治安、山地管制、海岸警備、橋樑安全、金融安全督導會報、工業安全督導會報、礦業安全督導會報、重要民生物質物價督導會報、反恐怖活動。
- 保安處：情治會報主管機關，負責國內情治會報，各地區設有保安處調查組，負責國內政治偵防、檢肅流氓、治安偵查、反間諜活動、反破壞及反恐怖活動調查。另設有保安特勤隊，負責特種勤務行動支援及支援要員保護。1982年保安處調查組破獲臺灣治安史最大槍械走私案（屏東林邊槍械走私案，保安處協同法務部調查局成功破獲滲透臺灣、菲律賓軍火走私集團），1991年「大慶專案」、「龍洞專案」、「美心專案」...保安處調查組均成功滲透走私集團，破獲大陸重慶兵工廠槍械走私（紅星、黑星手槍及AK47突擊步槍）及泰國海洛因磚的500公斤走私，『擺閒棋、佈冷子』-長期安樁佈點，為保安處特性。
- 特檢處：下有33個特檢組。地區郵局設安全檢查組（解嚴後更名為防暴組），派駐郵局專責特殊郵件、包裹攔檢、郵包炸彈檢扣，曾多次攔截郵包炸彈、國外郵寄毒品、臺灣獨立、中國共產黨潛伏人員、國際犯罪組織祕密通訊信函。
- 檢查管制處：下有3個機動查緝組。國內各機場及港口安檢查察、匪貨鑑識、重要民生物質入出境管理、航空輪船安全維護、貨櫃查察，1970年代國內航空器設空安人員，負責反劫機。其中負責港口檢查的港區檢查處於1988年12月裁撤，任務移交內政部警政署執行。
- 特種調查室：特種偵查、器材監偵、專案調查、校園安全，特調室編製設有情治單位最專業跟監追蹤部門（跟蹤隊，俗稱：小狗隊），擁有亞洲最優秀的專業跟蹤人才、跟監技術、追蹤經驗及追蹤器材設備，支援保安處實施跟監。奉國防部1970年9月7日(59)幄左字第1693號令轉奉行政院台(59)法7774號令辦理，擴編台灣警備總司令部一個調查組並自1970年9月16日正式編成生效。其任務權責及工作推行，悉依國家安全局(59)維寧字第3248號函辦理。少將三級主任員額，由台灣警備總司令部警備研究委員會少將委員乙員改設。
- 海外聯絡室：負責海外情報、海外策反，編製有香港、泰國、新加坡、菲律賓等工作站，跟中華民國駐外大使館有業務往來，1980年代與美國缉毒局在緝毒有密切合作。警總雖然是國內最高情報治安機關，但其情報網觸角遍佈海內外（包含最封閉的北韓、寮國、緬甸、港澳、泰國、新加坡、印尼、日本、美國等地）。
- 漁事工作處：漁事情報、大陸海飄作業、匪漁貨鑑識查處、設有商貨櫃輪派設通信報務員、漁業電台漁民服務。
- 電信監察處：設有9個電監組及3個偵測中心。負責電信設備進出口管理、鑑測，有無線電監偵、電波通信訊號攔截、定位、破譯、配備有移動式訊號監測車，下轄通信營，營部設於新店大崎腳（解嚴後電監處設備、人員移撥國防部電訊發展室、軍事情報局電信技術室，部份人員並派往海外參與美國國家安全局NSA在蒙古國、印度、大韓民國、吉爾吉斯、泰國、加拿大...，進行絕密任務監聽任務，可攔截訊號、電話、電腦、電郵、手機、傳真及密碼破譯）。
- 軍法處：位於臺北縣新店市秀朗橋頭，或稱為景美軍法處。依〈臺灣地區戒嚴時期軍法機關自行審判及交法院審判案件劃分辦法〉對戒嚴區實施軍法審理。
- 軍樂隊：初期為臺灣省警備司令部警備旅軍樂隊，成立於民國36年12月20日，駐地於杭州南路，中正紀念堂現址。保安司令部成立後，則正名為保安司令部軍樂隊，民國51年更名為臺灣警備總司令部軍樂隊。末期位於台北市六張犁臥龍街436巷內之黎和營區，民國81年，警備總部改制為軍管區司令部兼海岸巡防司令部後，更名為軍管區司令部軍樂隊，同年遷至青年公園與馬場町附近，青年路與水源路交界的青年路188號（現為青年社會住宅一期），與前警備總部勤務一隊（汽車大隊）合併的青年營區內。民國88年縮編為軍樂排，更名為後備司令部本部連軍樂排，直至民國100年1月1日，後備司令部軍樂排正式裁撤。
- 職業訓導處：下轄四個職訓總隊，負責流氓管訓、職業慣竊保安工作處分。職一設於臺北縣坪林，職二設於臺東縣岩灣，職三設於臺東縣泰源，職四設於臺東縣東成。
  - 原警總職業訓導處所屬四個職訓總隊番號移交（轉）情形，如下：
  - 原職訓坪林第一總隊（坪林山莊）：於1989年8月番號轉移原東成第四職訓總隊，僅保留職訓中心，職訓中心戒護業務歸東成職一管理。1992年7月警總裁撤後營產移交國防部，職訓機具移交三星舊宜監。該址停用十餘年，期間由綠島勵德班裁撤後之保安處分隊進駐短暫使用過。於2004年移交法務部整修啟用，供煙毒戒治之用，因汙水問題無法解決而無法使用。
  - 原職訓岩灣第二總隊（行仁山莊）：仍保留職訓第二總隊建制至1992年7月1日移交法務部。
  - 原職訓泰源第三總隊：1988年1月15日移交法務部，番號同時移轉至綠島地區警備指揮部。所屬第一大隊-清水農場習藝所裁撤。
  - 原職訓東成第四總隊（東成山莊）：營區前臺九線的公車站牌叫「澱粉」，當地地名是「斑鳩」。1989年8月接收原坪林第一職訓總隊番號，異動為職訓第一總隊，兼管坪林職訓中心。1992年7月1日移交法務部。
  - 綠島地區警備指揮部所屬第十一、第十二、十三大隊（莊敬山莊、自強山莊、綠洲山莊）：1988年1月15日接收原泰源職訓第三職訓總隊番號，異動為綠島職訓第三總隊。為保安處分強制工作執行處所，為甲、乙級常業竊盜矯正處分收容處所。
    - 第十一大隊為莊敬營區，即位於綠洲山莊旁東側以高牆區隔，內有莊敬樓、中正堂舊址。原址是以前的新生訓導處。警總裁撤後，營區改為軍管區興安招待所(後移交憲兵改名梅荷招待所)，並由營區警衛憲兵連(240B)進駐做為憲兵生活區。2001年營區移交交通部觀光局，現為人權園區一部(仿建新生訓導處第三大隊時期營舍與蠟像館)，遊客可自由參觀。
    - 第十二大隊為自強營區，位於公館村蘆鰻溝，即莊敬營區東側，轄1、2、3 三個中隊部，原址是以前的新生訓導處。營區大門右方轄一傘兵排為營區安全防範。1987年底曾發生震驚一時的綠島暴動，有十一名隊員喪生。原址在移交法務部後於1993年將舊建物悉數拆除，並斥資六億改建綠島技能訓練所，於1995年重新整建為新址，並改名為進德山莊。2002年法務部將技訓工作遷出，部分原址目前中研院綠島研究站，東半原址現廢棄。
    - 十三大隊為綠洲山莊，即為新生大隊，國防部軍事監獄（感訓監獄）位指揮部行政大樓後方八卦樓，收容戒嚴時期軍法判決政治犯，收容人不稱隊員，而叫新生。解嚴後非軍人轉移法務部綠島監獄執行。1988年原職訓第三總隊移交番號由綠島指揮部銜接使用，至1992年警備總部裁撤更名為「感訓第三總隊」，1993年2月1日，軍管區司令部綠島指揮部暨感訓第三總隊番號撤銷，軍保處分強制工作大隊移交憲兵司令部於原址賡續執行。1993年7月，位於綠洲山莊內的軍保處分勵德中隊發生陳世偉命案，1996年勵德中隊遷出，營區撥交法務部台東看守所綠島分所使用，1997年法務部擬改建為綠島監獄綠洲分監，經立委施明德等建議下停用，2000年11月移交交通部觀光局成立綠島人權紀念園區，現遊客可進入參觀。

- 動員處：後備軍人教育點閱召集工作。
- 後管處：後備軍人資料管理。
- 後勤處：全軍後勤、車輛調派、油料、械彈、糧秣、被服補給，下設 經理隊 負責執行。
- 本部連：司令部直屬之兵力，為一加強連，連長編階少校，下轄警衛排、補保排、通信排及勤務排。負責司令部安全與各項軍事勤務。
- 政治作戰部：下轄政一處~政五處，設置政六處負責文化審檢、書刊雜誌出版物審查（政戰特遣隊奉令支援政六處進行禁書查禁）、電影出版品審查，裁撤後業務主要移交行政院新聞局。
  - 白雪藝工隊：文化宣慰。另有警總交響樂團，即是國立臺灣交響樂團的前身。
  - 反情報隊：反滲透、社會調查、政治偵防、新進人員安全查核，警總裁撤後後全數為海岸巡防司令部接收。
  - 中興出版社。
- 靖廬：又稱大陸地區人民處理中心。為警總專責暫時收容走私偷渡的外國人士的單位（主要是針對來自中國），進行收容、調查、遣返等事宜。隸屬於地區司令部警備處管轄，原則上北中南東四大地區司令部各設有一處。最早成立的靖廬是宜蘭靖廬，其次是新竹靖廬。宜蘭靖廬的成立源自於1954年的陶普斯號事件，當時的船員被秘密關押在有衛兵防守的宜蘭民宅，此即宜蘭靖廬的前身。台中靖廬則是因閩平漁事件才曝光被外界所知。警總裁撤後，此業務移交內政部移民署負責。
- 各地區警備司令部：
  - 北部地區警備司令部：原駐地為桃園縣桃園市介壽路322號「天池營區」（現為桃園市後備指揮部），1990年12月20日移防至 台北縣中和市秀峰街129號「天山營區」，現劃分由 北部地區後備指揮部 及 海洋委員會海巡署金馬澎分署 共同使用中。
  - 中部地區警備司令部：原駐地為台中市北屯區愛國西路78號（現為台中憲兵隊），因油庫佔用民地敗訴後面積不敷使用，於1985年移防至台中市西屯區青海路二段111號「青海營區」，現為台中市後備指揮部。
  - 南部地區警備司令部：最早駐地為台南縣新營市埤寮里埤寮59之9號（現為台南市政府警察局刑事警察大隊）。後遷至台南市長榮路五段393號「長榮營區」（現為台南市後備指揮部），1976年3月16日再移防至高雄市壽山之 高雄市鼓山區忠義路27號「延平營區」）。
  - 東部地區警備司令部：原駐地為花蓮市中正路643號「誠正營區」(中正橋北邊)，現為花蓮憲兵隊。1991年7月再移防至台東縣岩灣。責任區：北起與宜蘭交界的大濁水溪，南至台東大竹篙溪。大竹篙溪以南則為南部地區警備司令部責任區。1989年6月30日前另統責第二作戰區（花蓮、台東兩縣及台中縣、宜蘭縣少部）之作戰指揮和軍事管制，統一指揮作戰區內的三軍力量和警政單位。1989年7月1日「陸精七號」生效，移轉第二作戰區指揮權予新成立的陸軍花東防衛司令部。

各地區警備司令部依各縣市別，下轄若干警備分區指揮部，例如台北縣為台北警備分區指揮部，台中縣為台中警備分區指揮部，餘各縣以此類推。新竹和嘉義警備分區指揮部未冠以縣市別。而警備分區指揮部多由團管區司令部兼，這意謂著也有下兼警備分區指揮部的團管區司令部，例如：臺北市團管區司令部。警備分區指揮部兼團管區司令部組織架構之下，設有警備科、動員科、後管科、警備後備營、勤務排等單位，各科科長為中校編階。
警備分區指揮部下設之警備科，相當於陸軍裡的作戰科。裡頭有個戰情中心，設有警備值日、動員值日和政戰值日，也就是說這三個科處的參謀軍官要輪流排值日，排到的人，整天都待在裡頭，所以裡面有三張床。警備科對外負責掌握警備分區內之治安事項，排定山、海防之督導，對內則負責勤務排之教育訓練，以及自衛戰鬥演習。這個科裡頭有許多憲兵官科的軍官。警備分區警備科下轄警備所，所長少校編制，單位性質屬派出之戰情中心，亦肩負督導海防班哨、警察漁港駐在所之責，駐地一般為陸軍海防營營部。警備所下轄有警備站，依海防連設置，駐地多為海防連連部。1990年警備所站改制為警備據點，仍由警備科管轄。
- 各地區警備指揮部：
  - 綠島地區警備指揮部：國防部1970年7月7日(59)幄左字第1300號令核定 自1970年8月1日零時撤銷台灣警備總司令部新生訓導處番號，改編為綠島地區警備指揮部，下轄兩個獨立職訓大隊，首任指揮官為高篤倫少將。
  - 蘭嶼地區警備指揮部：1975年7月1日成立，員額來自同年裁編之警備開發總隊。指揮官係上校缺。營區已拆除，另興建為蘭嶼鄉公所鄉代會大樓。
  - 小琉球地區警備指揮部：1975年7月1日成立，員額來自同年裁編之警備開發總隊。指揮官係上校缺。
- 軍犬育訓中心：負責軍犬訓練、培訓、繁殖。1957年設於 現今台北市景美羅斯福路五段236巷（台北捷運松山新店線萬隆站1號出口）處，後移至台北縣土城市台灣省仁愛教育實驗所（匪諜叛亂犯實施感化教育的地方，新北市土城區仁愛路23號，現為新北市後備指揮部），1992年8月1日警備總部裁撤後改由軍管部主管，後再於2000年1月1日交由憲兵203指揮部主管軍犬育訓任務。1994年12月再遷至臺中縣后里鄉后里馬場旁的七星崗營區（台中市后里區寺山路116號），2000年，在九二一大地震後因精實案遭到裁撤。2008年，其舊址改建為財政部關務署海關緝毒犬培訓中心。

### 警備部隊

#### 警備後備營
後備營為各警備分區下轄之基幹營架構，平日只有幹部，包含正副營長、營輔導長、五位正副連長及輔導長，於後備動員時召集後備軍人組成作戰力量。山地地區有另設山地後備連。

#### 橋隧警備連
橋隧連是警備總部擔負全國重要鐵公路橋樑、隧道（臺北市聯外公路橋樑例外，由國防部憲兵司令部臺北憲兵隊負責；但鐵路橋樑仍由警總橋隧連負責）安全防護專責部隊，其前身係四個警備總隊轄下負責橋樑隧道守備的直屬中隊。依1983年警備總部《防堡字第０七二一號令》，對鐵路三百公尺以上、公路六百公尺以上之橋樑、隧道，計八十七座，以一０三個班駐守，計使用七個中隊，兵力一七０四員。1984年「鵬程專案」後，橋隧中隊改組整編為橋隧警備連並改隸各地區警備司令部管制。

橋隧連直屬各地區警備司令部（狀況三生效時依固安作戰計劃改由所在地的陸軍各作戰區管制），下設四個排，連長係少校缺，全國共計七個橋隧連，分屬四個地區警備司令部，除南警部外，各轄兩個橋隧連。

1990年12月9日 「橋精演習」生效，裁撤一０二、二０一、三０一、四０二等四個橋隧連，併重新調整另三個連的編制與部署，計裁九四三員同日生效。餘下三個橋隧連於1992年再以兩階段方式裁撤，4月1日裁撤三個橋隧連的十八個班哨，7月1日裁撤三個橋隧連的連部及十二個班哨，至此橋隧連走入歷史。橋隧安全守護任務，由內政部警政署奉令接手辦理，鐵路部分移交內政部警政署鐵路警察局採機動巡邏方式防護，公路部分則由各縣市警察局轄區派出所/分駐所負責巡邏。

- 北警部：

（一）橋隧警備第一０一連：1984年由 警備第一總隊直屬中隊+總隊部 混編改組而成，連部位於 宜蘭縣蘇澳鎮中山路一段264巷底（營區土地多為私人所有，營舎早已拆除，現為空地～附近居民的停車場），1990年12月9日「橋精演習」後之編制為205員，13座班哨，每班編制11～13員。責任區：宜蘭縣轄內臺灣鐵路管理局北迴線、宜蘭線之重要橋樑及隧道守護，1990年12月9日「橋精演習」調整部署向北接收橋隧一０二連位於台北縣舊草嶺隧道北口、三貂嶺隧道南口、福住隧道北口之台鐵宜蘭線三個班哨。1992年4月1日裁撤四個班哨，同年7月1日裁撤連部及所剩九個班哨。

（二）橋隧警備第一０二連：連部位於 新竹市崧嶺路122號 客雅山莊（後改為 新竹大陸人民收容中心，簡稱新竹靖廬，現由內政部移民署使用中）。責任區：基隆市、台北縣市、桃園縣、新竹縣市轄內之重要鐵公路橋樑及隧道守護。1990年12月9日「橋精演習」裁撤，同日台北縣境內 草嶺隧道北口、三貂嶺隧道南口、福住隧道北口 三座班哨移交予橋隧一０一連。
- 南警部：

橋隧警備第二０一連：由 警備第二總隊直屬第二中隊改編而成，連部原位於台南縣官田鄉台鐵拔林車站旁的拔林營區，1985年底遷至高雄市金獅湖旁的覆鼎金營區（營舍早已拆除重建，現為高雄市後備指揮部，地址：高雄市三民區武功巷52號）。責任區：曾文溪到屏東林邊溪之重要鐵公路橋樑守護，因台南、高雄、屏東為平原地形，所以僅有橋哨班，無隧道班。1990年12月9日「橋精演習」裁撤。
- 東警部：

（一）橋隧警備第三０一連：前身為 澎湖獨立警備第十一大隊第三中隊，1980年年中自澎湖西嶼移防花蓮縣玉里鎮玉里國中旁之玉里南營區，整訓後編成警三總隊直屬中隊，擔任橋隧警備任務。1984年7月1日「鵬程專案」改編為橋隧三０一連，並將連部由花蓮縣玉里鎮玉里南營區遷至 台東縣關山鎮崁頂路的崁頂營區（三軍共用營區～砲兵基幹營、潛龍台、橋隧連連部，營舎已於2009年拆除）。責任區：從台十一甲線的台東大橋班到台鐵花東線的光復隧道北口班，1990年12月9日「橋精演習」裁撤，同日將台鐵花東線光復隧道的光復南口、北口兩個班哨移交予橋隧三０二連。

（二）橋隧警備第三０二連：連部曾分別在 花蓮縣新城鄉三棧社區、花蓮縣鳳林鎮（營舎已拆除改建為 鳯林鎮戶政事務所）、花蓮高工旁的警興營區，後於1989年由警興營區遷至東警部內。責任區：從花蓮縣和平到壽豐間之重要鐵公路橋樑隧道守護，1990年12月9日「橋精演習」調整部署向南接收橋隧三０一連位於台鐵花東線光復隧道南口、北口兩個班哨。1992年4月1日裁撤五個班哨，同年7月1日裁撤連部及所剩五個班哨。
- 中警部：

（一）橋隧警備第四０一連：由 警備第四總隊直屬第一中隊改組整編而成，連部曾分別在苗栗縣銅鑼鄉 台鐵銅鑼車站旁、台中縣后里鄉后里馬場旁的七星崗營區、三義鄉大安溪橋旁的鯉魚潭班哨（現由三義鄉鯉魚村辦公室、鯉魚社區守望相助隊使用中），1991年遷入中警部內。責任區：北起中港溪，南迄大甲溪。1992年4月1日裁撤四個班哨，同年7月1日裁撤連部及所剩三個班哨。

（二）橋隧警備第四０二連：由 警備第四總隊直屬第二中隊改組整編而成，連部位於彰化縣二水鄉 台鐵二水車站附近（營舍早已拆除，原地改建，現為 彰化縣二水鄉立托兒所，地址：彰化縣二水鄉山腳路二段64巷17號）。責任區：北起大甲溪, 南迄八掌溪。1990年12月9日「橋精演習」裁撤。
- 派駐依據

1964年4月20日奉國防部《明智字第０一四七號令》訂定公佈「臺灣地區鐵路公路沿線橋樑隧道防護細則」，1992年9月25日奉國防部《伸信字第六五二八號令》發佈廢止。
施行期間多次檢討派駐標準，臚列如下：
一、橋隧連，對於下列標準之橋隧，須派出部隊駐守，其兵力通常為一個班。

（一）鐵路橋樑隧道，長度在300公尺以上；公路在600公尺以上者。

（二）易遭破壞，且附近無其他橋樑或道路可資繞越又不易開設便道者。

（三）檢修困難者。

二、同一河川之橋樑、或綿亙連接之隧道在300公尺半徑內，可以一個駐守部隊兼顧。

三、凡未派隊駐守之鐵路、公路沿線橋隧，應由附近之警備分區負責游動巡邏。或由各縣市警察局指揮民防隊隊員機動巡邏；或督導附近居民負責監護。

橋隧連所管制的橋樑，以橋墩或橋支架物的左右兩側最外邊起算，50公尺內不得有任何人為植栽或建築物。橋墩300公尺內，禁採砂石或採礦。

- 橋隧一般守則

1.哨兵手中不離槍，監視前後左右方。

2.裝具攜帶須齊備，儀容姿態要端莊。

3.鐵路橋隧火車走，勸阻行人莫亂闖。

4.守護橋隧若損壞，最快方法告站方。

5.還要派人兩端去，插起紅旗將燈亮。

6.攝影測繪須核准，危險物品勿攜放。

7.油管通信和電力，兼護方法要週詳。

8.橋墩三百公尺內，禁採砂石或採礦。

9.路局員工來作業，驗證登記是應當。

10.發現可疑人和物，仔細盤查莫擅放。

11.遇有歹徒施破壞，相機捕捉或槍傷。

12.嚴守崗位盡責任，加強警備安後方。

- 橋隧特別守則

1.我為橋隧警備第OOO連派出之衛兵，位置於此。

2.我的任務為糾察出入營區官兵服裝儀容不整、逾時歸營及禮節不週者，並查驗出入物品及執行人車出入管制，維護責任區內安全。

3.通行於油庫附近人車應特別注意。

4.敵空襲（降）就地監視並回報連部轉達上級、通知友軍。

5.連絡方法晝夜均為電話、電鈴或哨音。

1.我為橋隧警備第OOO連第O排第O班派出之副哨衛兵，位置於此。

2.我的任務是維護營區安全、應變突發狀況、反應緊急事故、管制人員出入。

3.我的監視區域為前至大門入口一線，後至圍牆一線。

4.敵空襲（降）就地監視並回報排部轉達上級、通知友軍。

5.連絡方法晝夜均為電話、電鈴或哨音。

#### 警備總隊與獨立警備大隊
台灣警備總司令部於台灣本島曾經設有四個警備總隊，分別為警備第一總隊、警備第二總隊、警備第三總隊、警備第四總隊，負責警備區域內之山防、海防、河防和橋樑隧道守備任務。另於澎湖置有獨立警備第十一大隊、獨立警備第十二大隊，擔負澎湖海防守備任務。四個警備總隊和兩個獨立警備大隊均直屬警備總司令部。總隊長係上校編階，大隊長及獨立警備大隊長則係中校編階。

由於直屬總部，所以各警備總隊的轄區未必與各地區警備司令部轄區相同。

- 警備第一總隊：1959年7月1日由台灣省保安司令部所屬的民防第一、第二總隊改編而成，隊徽以盾形警總臂章另加上「公」字以示區別。下轄四個警備大隊、兩個直屬中隊、一個本部中隊、一個海上警備中隊，每個大隊再下轄三個中隊，中隊之下再設分隊。責任區：中港溪以北到台北基隆一帶的山防、海防、河防等。總隊部位於新竹市崧嶺路122號 客雅山莊（總隊裁撤後先後為橋隧一０二連連部、新竹靖廬，現由內政部移民署使用中）。1984年5月1日「鵬程三號專案」改組寄編為陸軍步兵第二二六（關渡）師警備步兵第六七九旅，一切任務同前，於駐地繼續海岸警戒任務。1985年10月1日「永固專案」生效，寄編番號取消，正式納編於陸軍。改組寄編時保留橋隧中隊，改編為 北部地區警備司令部橋隧警備第一０一連、一０二連，改隸 北警部管制。
- 警備第二總隊：1959年7月1日由台灣省保安司令部所屬的民防第三總隊改編而成，隊徽以盾形警總臂章另加上「勤」字以示區別。下轄三個警備大隊、一個直屬中隊、一個本部中隊、一個海上警備中隊，每個大隊再下轄三個中隊，中隊之下再設分隊。責任區：曾文溪到屏東一帶的山防、海防、河防等。總隊部原位於屏東縣林邊，後遷至 高雄市金獅湖旁覆鼎金營區（營區早已改建，現為高雄市後備指揮部）。1984年3月1日「鵬程二號專案」改組寄編為陸軍步兵第一一七（仁美）師警備步兵第三五二旅，一切任務同前，於駐地繼續海岸警戒任務。1985年10月1日「永固專案」生效，寄編番號取消，正式納編於陸軍。改組寄編時保留橋隧中隊，改編為 南部地區警備司令部橋隧警備第二０一連，改隸 南警部管制。
- 警備第三總隊：1959年7月1日由台灣省保安司令部所屬的民防第四總隊改編而成，隊徽以盾形警總臂章另加上「廉」字以示區別。下轄三個警備大隊、一個直屬中隊、一個本部中隊、一個海上警備中隊，每個大隊再下轄三個中隊，中隊之下再設分隊。責任區：宜蘭、花蓮到台東一帶的山防、海防、河防等。總隊部原位於台東縣岩灣，後遷至花蓮市美崙 警興營區。1984年7月1日「鵬程四號專案」改組寄編為陸軍步兵第二六九（楊梅）師警備步兵第八０八旅（三個大隊改為步兵第十、十一、十二營），一切任務同前，於駐地繼續海岸警戒任務。1985年10月1日「永固專案」生效，寄編番號取消，正式納編於陸軍，就地改納入陸軍步兵二一０師。改組寄編時保留橋隧中隊，改編為 東部地區警備司令部橋隧警備第三０一連、三０二連，改隸 東警部管制。
- 警備第四總隊：成立於1966年1月1日，隊徽以盾形警總臂章另加上「明」字以示區別。下轄三個警備大隊、三個直屬中隊、一個本部中隊、一個海上警備中隊，每個大隊再下轄三個中隊，中隊之下再設分隊。責任區：北起中港溪，南迄曾文溪一帶的山防、海防、河防等。總隊部位於台中縣后里鄉后里馬場旁七星崗營區。1983年7月1日警備總部「鵬程一號專案」生效，改組寄編為陸軍步兵第二九二（苗栗）師警備步兵第八七七旅（三個大隊改為步兵第十、十一、十二營），一切任務同前，於駐地繼續海岸警戒任務。1985年10月1日「永固專案」生效，寄編番號取消，正式納編於陸軍。改組寄編時保留橋隧中隊，改編為 中部地區警備司令部橋隧警備第四０一連、四０二連，改隸 中警部管制。
- 獨立警備第十一大隊：前身為1969年10月1日增編的警備第十一總隊第三大隊(駐澎湖)，1970年3月1日撤銷警備第十一總號番號，其原轄警備第三大隊(駐澎湖)修正為獨立警備第十一大隊。獨立警備第十一大隊下轄三個中隊。防區為澎湖馬公本島，大隊部先後為位於澎湖縣馬公鎮明遠路46號的明遠營區〈位於縣政府後方，今澎湖憲兵隊營區〉，後遷至馬公鎮光明路的光明營區，1982年再移防至湖西鄉。1984年9月1日陸總《防堡字令》，併與獨立警備第十二大隊改組寄編為陸軍步兵第一六八師步兵第十營，一切任務同前，於駐地繼續海岸警戒任務。1985年10月1日「永固專案」生效，寄編番號取消，正式納編於陸軍。
- 獨立警備第十二大隊：成立於1969年，下轄三個中隊。防區從白沙到西嶼及所有的大小離島，大隊部原在澎湖縣西嶼鄉，後遷至白沙鄉後寮村煙墩山。1984年9月1日陸總《防堡字令》，併與獨立警備第十一大隊改組寄編為陸軍步兵第一六八師步兵第十營，一切任務同前，於駐地繼續海岸警戒任務。1985年10月1日「永固專案」生效，寄編番號取消，正式納編於陸軍。

#### 警備學校

##### 警備學校時期
警備學校前身為警備總部幹部訓練班，成立於1958年12月1日，原址於台北縣新店市大崎腳營區，亦即青溪山莊（就在法務部調查局展抱山莊的斜對面），主要任務為培育警備幹部，為配合建軍及任務發展需要，於1981年7月16日，奉國防部核定將位於台北縣淡水鎮忠莊之前國防部情報學校編配台灣警備總司令部，至1983年6月1日與幹訓班併編（幹訓班同時裁撤），並於同年11月1日正式定名為警備學校。軍事院校應屆畢業生分發抽中警總學生，畢業前須先至警備學校接受分科教育，以便瞭解警備、保安、特檢、特調、漁事等警備總部戒嚴時期之工作，以及台灣軍管區司令部負責之後管、動員任務。

##### 後備動員管理學校時期
1991年5月1日動員戡亂時期終止，一年之後，台灣警備總司令部於1992年8月1日零時裁撤，警備學校校名則奉國防部1993年5月7日令更名為後備動員管理學校，隸屬軍管區司令部，並配合預算年度自1993年7月1日生效迄今，負責培育全軍之動員後管專業幹部。2002年3月1日軍管區司令部為因應國防二法施行，更名為後備司令部，後備動員管理學校校名及組織架構均維持不變，繼續負責後備司令部各級幹部教育訓練及後備幹部訓練工作及代辦地方各級役政、警政、戶政與動員作業相關幹部訓練任務。

#### 警備開發總隊
警備總部所屬警備開發總隊，原定名稱是警備生產總隊，成立於1961年7月16日，裁編於1975年。目的在於負責台灣東部公有土地之開發及一般設施之興建，以養成待退除役官兵之就業技能。在作戰時以警備任務為主，非作戰時以開發任務為主。警備開發總隊之編成人員，來自於不適服現役之陸海空軍士官兵，此處指的自然是大陸來台的士官兵，且以陸軍士官兵為主。為此，陸軍特別成立輔導總隊，並於1961年首次撥交警備開發總隊510員，並以八個中隊缺員編成就緒。其後之第二批和第三批，均各撥交警備開發總隊1500員。警備總部共有兩個開發總隊，其中警備開發第一總隊位於花蓮縣吉安鄉光華村，其成員退伍後多定居於此，亦多與阿美族女性締結連理。警備開發第二總隊則位於台東縣台東市知本，從修築利嘉溪堤防，開發荒地，一路演變至今日之行政院國軍退除役官兵輔導委員會台東農場知本分場。

#### 海上警備中隊
警總蛙人部隊，簡稱海上隊，編制於各警備總隊，負責執行近岸海上警備任務，義務役士兵為三年役期，完成海軍陸戰隊屏東龍泉營區新兵訓練後分派警總再接受九個月專長訓，「鵬程專案」後改隸各地區警備司令部。1986年9月16日零時起，移交國防部軍事情報局，隸屬軍事情報局海上工作隊，但仍受警總作戰管制，亦仍執行原任務。

## 成員
- 警備總部採軍文職混編，軍職來源：陸軍軍官學校、憲兵學校、政治作戰學校、國防部情報局、各軍種現職軍士官、安全幹部訓練班（招考國內大學畢業生到青溪山莊接受專業情報訓練一年，派發保安、特檢、特調、檢管、電監..等單位）、義務役士官兵。文職來源：中央警官學校應屆畢業生、外部招考國內外大學院校畢業男女生、軍事情報單位具有特殊專長退休轉任。
- 海岸巡防司令部時期，軍職來源與陸軍類似，主要來源為陸軍軍官學校、政治作戰學校、後備動員管理學校、陸軍預備士官以及其他業務、情報學校單位等，士官兵來源則與陸軍類似，志願、義務役士兵由陸軍新兵訓練中心代訓後，經過選兵或抽籤程序進入軍管海巡部，至各指揮部所屬銜接單位進行銜接訓練後分發下部隊。士官可分為領導士官以及業務士官，但因基層部隊人數精簡，實際上領士與業務士運用上並沒有區分。步科預官主要在鳳山陸軍步兵學校受訓、下部隊後通常佔區隊長或哨長職務，士官訓主要在後備動員管理學校以及海湖分隊哨進行，軍犬士則在台中后里受訓，其餘各科均如陸軍，在其專門學校受訓。另，海巡亦有伍長制度，伍長佔上兵缺，由各大中隊自行實施訓練。義務役士兵退伍後，亦劃歸戶籍所在地團管部（後備司令部）以步槍兵列管動員。

## 解散
台灣警備總司令部繼續執行戒嚴令，直到1987年7月14日，時任中華民國總統蔣經國頒布總統令將戒嚴令取消。1991年4月30日，總統李登輝宣布動員戡亂時期終止。警总随后於1992年8月1日零時改制為海岸巡防司令部和軍管區司令部。
- 海岸巡防司令部負責海岸巡邏任務，近期改制為海洋委員會海巡署。
- 調動軍事後備部隊的下屬單位被改制為軍管區司令部，近期改制為國防部後備指揮部。
- 用於電話竊聽和無線電監視的電子情報部門已分配給國防部軍事情報局。然後，將禁止未經授權的無線電廣播的職責移交給了交通部電信總局。
- 終止了對政治和持不同政見激進分子的監禁以及未經審判就進行再教育的職能。
- 所有監獄設施均移交給國防部憲兵司令部或中華民國法務部。
- 防暴任務由內政部警政署和國防部憲兵司令部分擔。
- 台北市的防衛任務由憲兵司令部接管。
- 審查和沒收可疑出版物或報紙的責任由行政院新聞局負責，在《出版法》廢除後，這些作業後來終止。

## 臺灣戒嚴時期
1949年，因第二次國共內戰失利，中華民國政府退守來臺。1949年5月19日時任臺灣省政府主席兼臺灣省警備總司令陳誠發佈臺灣省戒嚴令實施全面戒嚴，警總以軍事機關取代中華民國警察及中華民國國家安全局，以軍事作戰任務編組擔任治安以及情治任務，戒嚴地區實施軍管，以軍法為治理基礎，實施違警罰法，雖然戒嚴後期，隨著社會穩定，直接移送軍法案例較少，但「和平時期人民不受軍法審判」仍為抨擊戒嚴與警總管制之焦點，最廣為人知的，各地公共電話，均貼有「破壞公共通訊設備者，以軍法審判」之小字條。面對軍事統治，警備總部被反對人士認為是秘密警察單位而非軍事單位，以軍事保安之名，對臺灣人思想控制，並大興文字獄，引發白色恐怖。除了對異議人士進行約談逮捕外，更實行黑名單及返台加簽制度，禁止一些對中國國民黨不滿之人進入臺灣。
警總有三大工作：「軍事性、政治性與社會性」。憲兵往往支援警總任務。
憲兵支援警備總部兩大工作如下：

（一）警備：計有警備作戰、海岸警備、山地警備與衛戌作戰。

１. 在警備作戰方面：主要運用憲兵之都市戰鬥性、情治、特戰力量，執行反滲透、反騷亂、反突擊、反破壞等任務，以確保國家安全。

２. 海岸警備：以海防班哨之強化，建立海岸警備，嚴密檢查管制，採取「點」之守備，「線」之巡邏，「面」之攔截，並加強海防督導，貫徹執行。

３. 在首都衛戌作戰方面： 以全面治安為基礎，憲兵採取警衛、安全、反騷亂等措施，以維護領導中心拱衛臺北市中樞安全。
（二）保安：主要工作為情報蒐處，肅奸防諜與治安維護。

１. 情報蒐處：基於維護國家安全與社會治安需要，以後備軍人及憲兵情報蒐集情資，供上級整理研判、運用，以利保安任務達成。

２. 肅奸防諜：主要採取肅奸防諜調查機構功能、偵防措施，防止敵人滲透，發掘潛伏敵人，檢肅顛覆活動，摘奸發伏，淨化內部，確保國家安全。

３. 治安維護：本於「消患於未萌，弭禍於無形」為最高原則，與各治安機關合作剷除治安病害，如取締流氓黑幫、查緝非法槍彈等 。與處理治安事件，如非法遊行滋事、破壞社會秩序等，以及選舉治安維護、保安檢查等工作，以期淨化治安環境，維護社會安寧。
這時，警總保安處成為臺灣八大情治機關之首，即使解嚴後，到了海巡部時期，保安處改編為情報處編制，惟安全情報蒐集則轉以反走私、反偷渡、反滲透為主。

所謂文化審檢部份，則以對大眾傳播媒體、出版品檢查與限制最為反對人士批評，1979年~1985年，政戰特遣隊依國防部命令支援警備總部政六處進行專案查緝及佈點工作，解嚴之後此類任務則轉由行政院新聞局負責。

另外就是入出境管制，保安處在機場、港口指揮軍憲警防止非法入出境，所謂黑名單就是針對此業務，此業務後轉為警察、海關以及移民署執行。

另外海岸管制與反走私、反偷渡治安任務，解嚴後則衍生海岸巡防司令部。
1987年7月15日，為時38年的戒嚴時期正式告終，軍管解除，隨著臺灣實現民主化，中央政府開始減少監控人民，警備總部的重要性開始減低，治安任務開始陸續移交內政部警政署......等警察單位（如：保安警察總隊、各縣市警察局）、海關、憲兵、調查局。1992年8月1日零時，因應動員戡亂時期終止，裁撤「臺灣警備總司令部」，新設海岸巡防司令部。

## 爭議與受害者
- 1988年11月5日時任法務部主任檢察官陳守煌在立法院內政委員會會議報告戒嚴38年內「軍事機關判決非現役軍人的刑事案件」統計共29,407件[32]。魏廷朝和陳水扁稱稱根據中華民國法務部向立法院所提交之一份報告的資料顯示，戒嚴時期，軍事法庭受理的政治案件29407件，官方最保守估計的無辜被害者約14萬人。根據司法院透露，政治案件約6、7萬件，如以每案平均3人計算，受軍事審判的政治受難人，應當在20萬人以上[33][34][35]，他們是戒嚴的最直接犧牲者。其中，1960年那一年，執政當局將12萬6875人列為「行蹤不明」人口而予以撤籍。由此推論，當時受迫害致死的人數應極為可觀。[36]
- 戒嚴與臺灣白色恐怖時期，警總執行禁制社會運動（禁止罷工、罷市、罷課、示威遊行...），壓制言論與出版自由。對於政治傾向共產社會主義或台灣獨立建國運動者，只要推動相關發展，警總會長期觀察、監控、訪談，並將破壞治安者與政治異議者等量齊觀。[37][38]
- 警總與檢肅流氓也有相當關係，其中以職訓總隊（屬職訓處、亦稱管訓隊）最令人聞風喪膽。台東設有岩灣技能訓練所，綠島設有綠島技能訓練所。
- 警總也受理匪諜檢舉，對於檢舉信函或電話，「不分真假，一通電話，警總就到」。
- 基於「支前安後」之任務，警總業務龐雜。由於中國國民黨相當忌憚中國共產黨滲透，對可疑中國共產黨份子採取「寧可錯殺一百」之撲殺，因此在戒嚴下，警總便成為政府最方便有效之打擊工具。警總令人詬病之處為思想與言論管制，到了兩岸相持、熱戰不再時也未放鬆。對臺灣人民而言，警總可說是臺灣威權時期政府破壞人權之代表，也是臺灣人心中重大陰影。警總也製造了許多冤獄；「每個臺灣人心中都有個小警總」這句俚語，在臺灣代表了威權時代警總作為政府管制工具時，對臺灣人造成之心理影響。[39]

## 近況
中華民國第16任總統擬參選人郭台銘於2023年5月9日指出，警備總部應該要回歸，里長要去受軍訓、因為開始要打巷戰。

## 外部連結
- 中華民國國防部後備司令部 （页面存档备份，存于）
- 97年度中華民國國防報告書
- 臺灣警備總司令部保安處（博愛路172號）<不義遺址資料庫> 國家人權博物館 （页面存档备份，存于）